# Thomas-Müntzer-Medaille
Die Thomas-Müntzer-Medaille war eine nichtstaatliche Auszeichnung in der Deutschen Demokratischen Republik und die höchste Auszeichnung der Vereinigung der gegenseitigen Bauernhilfe (VdgB), welche 1986 in drei Stufen gestiftet wurde. Die Verleihung erfolgte für hervorragende Leistungen in der Vereinigung in Bronze, Silber oder Gold. 

## Aussehen
Die Medaille mit einem Durchmesser von 32 mm zeigt auf ihrem Avers  das rechts blickende Kopfporträt von Thomas Müntzer sowie die obere Umschrift: THOMAS MÜNTZER MEDAILLE. Das Revers der Medaille zeigt den obigen dreizeiligen Schriftzug FÜR / HERVORRAGENDE / LEISTUNGEN, unter dem das Symbol der VdgB zu sehen ist. Am oberen Medaillenrand ist die Herstellermarke A zu lesen. Getragen wurde die Medaille an der linken oberen Brustseite an einer  dunkelgrünen rechteckigen stoffbezogenen Spange. In ihr ist beidseitig ein 2 mm breiter senkrechter Mittelstreifen eingewebt, der 3 mm vom Saum entfernt steht und bei der Bronzestufe rot, bei der Silberstufe weißgrau und bei der Goldstufe goldgelb gehalten ist. Zusätzlich ist in der Mitte der Spange das VdgB-Symbol auf einem runden Medaillon aufgelegt, welches in der Beschaffenheit der verliehenen Stufe gleicht. Die Interimspange ist von gleicher Beschaffenheit.